# Mistrovství světa v alpském lyžování 2011 – sjezd mužů
Soutěž ve sjezdu mužů na mistrovství světa v alpském lyžování 2011 se konala 12. února za podmínek připomínajících jarní období. Jednalo se o čtvrtý závod šampionátu, který startoval v 11:00 hodin místního času. Zúčastnilo se jej 44 lyžařů z 24 zemí. Ve startovní boudě na sjezdovce Kandahár činila teplota vzduchu 3 °C (1690 m n. m.), v cílovém prostoru pak 9 °C (770 m n. m.).  Závodníci projeli většinu trati ve stínu.

## Výsledky

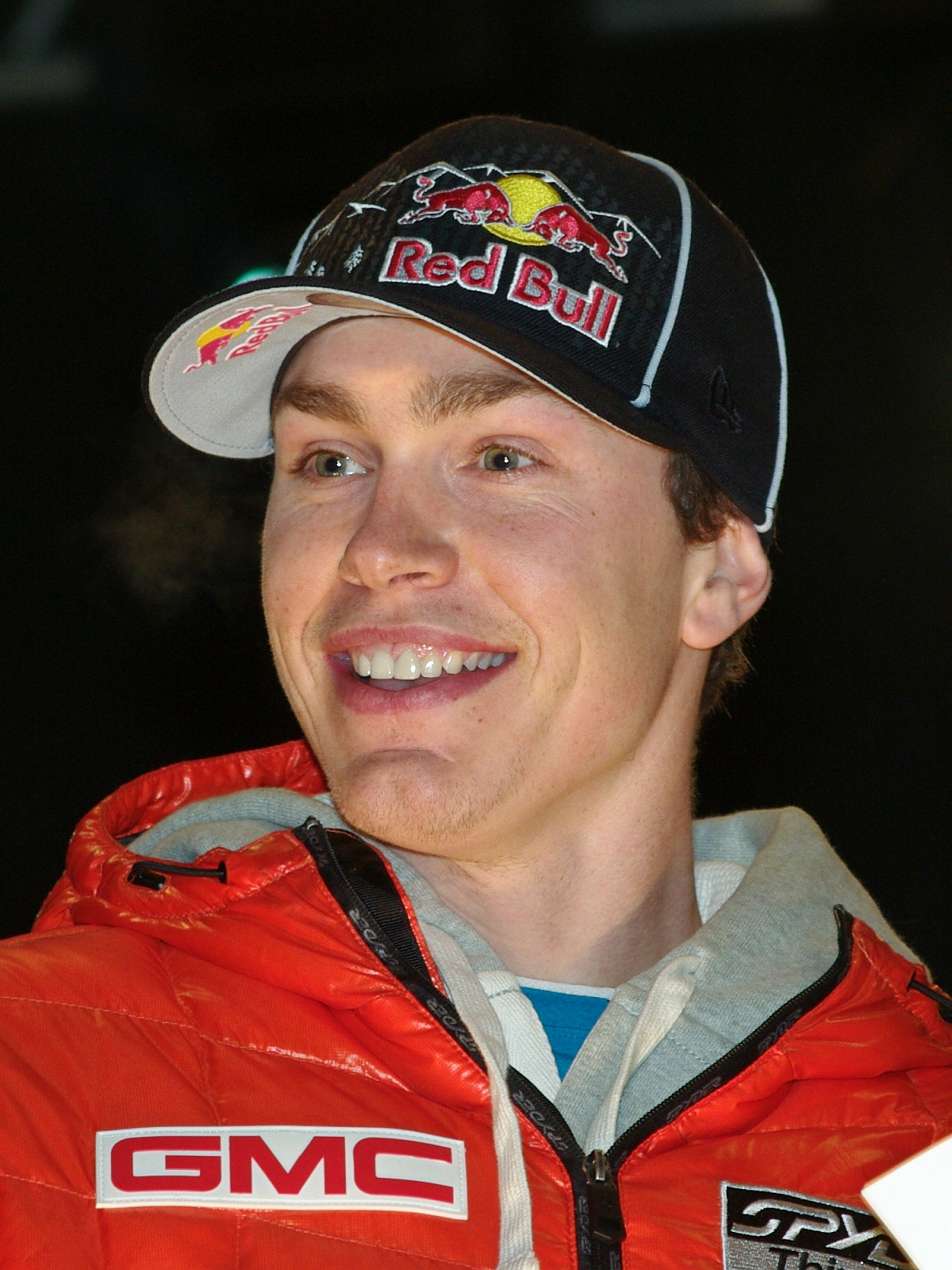
Erik Guay – mistr světa.

| Pořadí | Č. | Závodník            | Stát                   | Čas     | Ztráta |
| ------ | -- | ------------------- | ---------------------- | ------- | ------ |
| 1      | 10 | Erik Guay           | Kanada                 | 1:58.41 | —      |
| 2      | 18 | Didier Cuche        | Švýcarsko              | 1:58.73 | +0.32  |
| 3      | 9  | Christof Innerhofer | Itálie                 | 1:59.17 | +0.76  |
| 4      | 20 | Romed Baumann       | Rakousko               | 1:59.51 | +1.10  |
| 5      | 17 | Aksel Lund Svindal  | Norsko                 | 1:59.83 | +1.42  |
| 6      | 12 | Andrej Šporn        | Slovinsko              | 2:00.25 | +1.84  |
| 7      | 16 | Michael Walchhofer  | Rakousko               | 2:00.28 | +1.87  |
| 8      | 13 | Johan Clarey        | Francie                | 2:00.35 | +1.94  |
| 9      | 29 | Beat Feuz           | Švýcarsko              | 2:00.47 | +2.06  |
| 10     | 6  | Ambrosi Hoffmann    | Švýcarsko              | 2:00.48 | +2.07  |
| 11     | 21 | Klaus Kröll         | Rakousko               | 2:00.58 | +2.17  |
| 12     | 19 | Silvan Zurbriggen   | Švýcarsko              | 2:00.75 | +2.34  |
| 13     | 5  | Steven Nyman        | Spojené státy americké | 2:00.80 | +2.39  |
| 14     | 14 | Peter Fill          | Itálie                 | 2:00.81 | +2.40  |
| 15     | 22 | Bode Miller         | Spojené státy americké | 2:00.83 | +2.42  |
| 16     | 26 | Hannes Reichelt     | Rakousko               | 2:00.99 | +2.58  |
| 17     | 8  | Andrej Jerman       | Slovinsko              | 2:01.16 | +2.75  |
| 18     | 4  | Benjamin Thomsen    | Kanada                 | 2:01.18 | +2.77  |
| 19     | 2  | Rok Perko           | Slovinsko              | 2:01.50 | +3.09  |
| 20     | 25 | Dominik Paris       | Itálie                 | 2:01.55 | +3.14  |
| 21     | 35 | Ondřej Bank         | Česko                  | 2:01.77 | +3.36  |
| 22     | 15 | Werner Heel         | Itálie                 | 2:01.79 | +3.38  |
| 23     | 28 | Guillermo Fayed     | Francie                | 2:01.99 | +3.58  |
| 24     | 31 | Travis Ganong       | Spojené státy americké | 2:02.19 | +3.78  |
| 25     | 23 | Jan Hudec           | Kanada                 | 2:02.45 | +4.04  |
| 26     | 30 | Hans Olsson         | Švédsko                | 2:02.49 | +4.08  |
| 27     | 32 | Andreas Romar       | Finsko                 | 2:02.50 | +4.09  |
| 28     | 7  | Natko Zrnčić-Dim    | Chorvatsko             | 2:02.57 | +4.16  |
| 29     | 1  | Yannick Bertrand    | Francie                | 2:02.66 | +4.25  |
| 30     | 24 | Gašper Markič       | Slovinsko              | 2:02.99 | +4.58  |
| 31     | 27 | Tobias Stechert     | Německo                | 2:03.31 | +4.90  |
| 32     | 37 | Ferrán Terra        | Španělsko              | 2:03.79 | +5.38  |
| 33     | 34 | Mirko Deflorian     | Moldavsko              | 2:04.04 | +5.63  |
| 34     | 43 | Kevin Esteve Rigail | Andorra                | 2:04.58 | +6.17  |
| 35     | 36 | Lars Elton Myhre    | Norsko                 | 2:04.93 | +6.52  |
| 36     | 45 | Georgi Georgijev    | Bulharsko              | 2:05.19 | +6.78  |
| 37     | 42 | Paul de la Cuesta   | Španělsko              | 2:05.74 | +7.33  |
| 38     | 39 | TJ Baldwin          | Spojené království     | 2:06.54 | +8.13  |
| 39     | 50 | Nikola Chongarov    | Bulharsko              | 2:06.57 | +8.16  |
| 40     | 44 | Jurij Daniločkin    | Bělorusko              | 2:06.99 | +8.58  |
| 41     | 48 | Michał Kłusak       | Polsko                 | 2:07.64 | +9.23  |
| 42     | 40 | Igor Zakurdajev     | Kazachstán             | 2:07.66 | +9.25  |
| 43     | 51 | Igor Laikert        | Bosna a Hercegovina    | 2:08.70 | +10.29 |
| 44     | 54 | Rostislav Feščuk    | Ukrajina               | 2:09.69 | +11.28 |
| 45     | 47 | Dmitrij Koškin      | Kazachstán             | 2:11.47 | +13.06 |
| 46     | 53 | Taras Pimjonov      | Kazachstán             | 2:12.30 | +13.89 |
| 47     | 52 | Pavel Černičenko    | Kazachstán             | 2:13.25 | +14.84 |
|        | 3  | Patrik Järbyn       | Švédsko                | DNF     |        |
|        | 11 | Adrien Théaux       | Francie                | DNF     |        |
|        | 33 | Andreas Sander      | Německo                | DNF     |        |
|        | 38 | Tin Široki          | Chorvatsko             | DNF     |        |
|        | 41 | Roger Vidosa        | Andorra                | DNF     |        |
|        | 46 | Roberts Rode        | Lotyšsko               | DNF     |        |
|        | 49 | Martin Vráblík      | Česko                  | DNF     |        |

Legenda
- Č. – startovní číslo závodníka
- DNS – závodník nenastoupil na start
- DNF – závodník byl diskvalifikován, nedojel do cíle